# Jefimija
Jefimija (in serbo Јефимија?), nome secolare di Jelena Mrnjavčević (in serbo Јелена Мрњавчевић?), nota anche come Euphima o Eufemia (circa 1350 – dopo il 1405) è stata una nobildonna e religiosa serba, considerata la prima poetessa della letteratura serba.

## Biografia
Nacque intorno al 1350 come figlia del voivoda Vojihna e fu data in sposta a Uglješa Mrnjavčević, despota di Ser e fratello di Vukašin Mrnjavčević, co-reggente dell'Impero serbo insieme a Stefano Uroš V. Fu segnata profondamente dalla morte del padre nel 1360 e dalla morte del giovanissimo figlio, entrambi sepolti a Hilandar; a quest'ultimo dedicò un piccolo dittico, datato tra il 1368 e il 1371, su cui era inciso il dolore di una madre per la perdita del figlio.

Quando nel 1371 il marito e il cognato morirono nella battaglia della Marizza contro gli ottomani e quindi si rifugiò prima a Ser e poi presso la corte del Principe Lazar Hrebeljanović a Kruševac, prendendo i voti all'età di 22 anni e assumendo il nome di Jefimija; alla morte del Principe nella battaglia della Piana dei Merli nel 1389 Jefimija rimase al fianco della vedova di Lazar, la principessa Milica, divenuta reggente del principato serbo, vassallo dell'Impero ottomano, per conto del figlio Stefan Lazarević. Il suo operato a corte si distinse in particolare nel 1398, quando difese con successo il figlio di Milica, accusato dagli ottomani di tradimento.

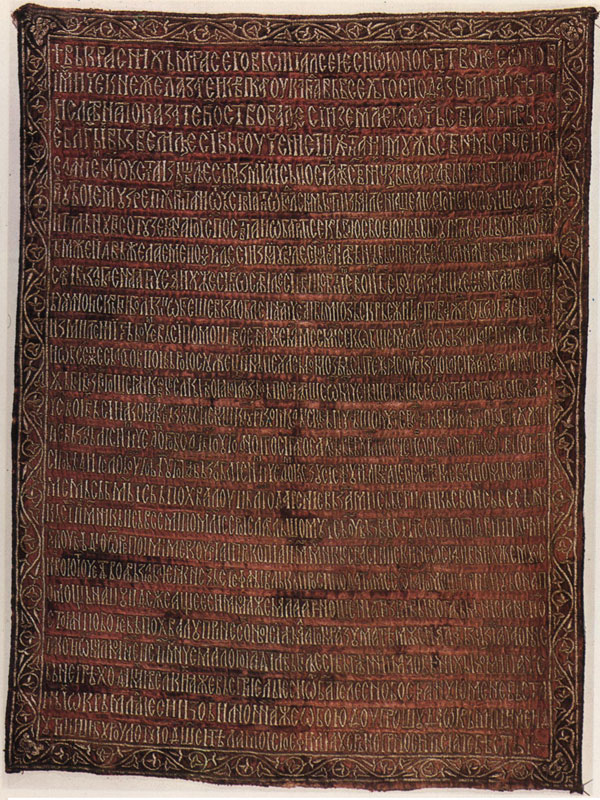
LElogio del Principe Lazzaro attribuito a Jefimija, custodito presso il monastero di Ravanica.

Tra la fine del XIV e l'inizio del XV secolo insieme alla principessa Milica, che assunse il nome di Evgenia, si trasferì presso il monastero di Ljubostinja, da dove pare che entrambe abbiano intercesso presso il sultano Bayezid I per il trasferimento delle reliquie di Santa Parascheva di Iaşi da Tărnovo alla Serbia. Non vi sono notizie riguardo alla sua morte, avvenuta comunque dopo il 1405. A lei è attribuito anche l'Elogio del principe Lazzaro, un ricamo con filo d'argento dorato su tela rossa datato al 1402, probabilmente poco prima della battaglia di Ancyra, e destinato a coprire il sepolcro del principe Stefan.